# Перница, Лудек
Лудек Перница (чеш. Luděk Pernica; род. 16 июня 1990, Босковице) — чешский футболист, защитник клуба «Виктория».

## Клубная карьера
Перница — воспитанник клуба «Зброёвка». 11 апреля в матче против «Пршибрама» он дебютировал в Гамбринус лиге. 8 мая в поединке против «Динамо» из Ческе-Будеёвице Лудек сделал дубль, забив свои первые голы за «Зброёвку». В 2011 году клуб вылетел во Вторую лигу, но Перница остался в команде и через год помог ей вернуться в элиту. Летом 2014 года Перница перешёл в «Яблонец». 26 июля в матче против своего предыдущего клуба «Зброёвки» он дебютировал за новый клуб. 23 мая 2015 года в поединке против «Баника» Лудек забил свой первый гол за «Яблонец».
Летом 2018 года Перница подписал контракт с пльзеньской «Викторией». 20 июля в матче против столичной «Дуклы» он дебютировал за новый клуб.

## Достижения
Виктория Пльзень
- Чемпион Чехии: 2021/22